# Merklelater
Merklelater là một chi bọ cánh cứng trong họ 
Elateridae.
Chi này được miêu tả khoa học năm 2007 bởi Platia & Schimmel.

## Các loài
- Merklelater anstinei Platia & Schimmel, 2007